# Оттон II (граф Цютфена)
Оттон II Богатый (нем. Otton II. der Reiche; 1050/1059 —1113) — граф Цютфена, фогт в Корвее. Младший сын Готшалка, графа Твента, графа в Хеттере, и Аделаиды, дочери графа Оттона I фон Цютфен.

## Исторические сведения
Готшалк фон Цютфен погиб в бою в 1063 или 1064 году. Ему наследовал старший сын Гебхард, а младший, Оттон, был ещё ребёнком. После смерти матери он получил во владение Цютфен и фогтства в Мюнстере и Боргхорсте. Герхард умер в молодом возрасте, не оставив детей, и Оттон II объединил в своих руках все владения родителей.
Его прозвище «Богатый» — за щедрые пожертвования церкви и за восстановления храма святого Вальбургсерка, уничтоженного пожаром.

### Семья
Жена — Юдит (Ютта) (ум. 1118), её происхождение не выяснено, одна из версий — дочь Людвига I, графа Арнштайна. Иногда называется Юдит фон Суплинбург (Judith von Supplinburg) (1074—1118). Дети:
- Генрих I (ум. 1122), граф Цютфена. Упоминается как граф в Центральной Фрисландии в 1107 году, ещё при жизни отца.
- Эрменгарда (ум. 1138), графиня Цютфена, замужем сначала за графом Герхардом II Гелдернским (ум. 1131), потом за графом Конрадом II Люксембургским (ум. 1136)
- Дитрих II (ум. 1127), епископ Мюнстера с 1118 года
- Гебхард (ум. до 1092)